# El Encinal, San Lucas Camotlán
El Encinal är en ort i Mexiko.   Den ligger i kommunen San Lucas Camotlán och delstaten Oaxaca, i den sydöstra delen av landet, 500 km sydost om huvudstaden Mexico City. El Encinal ligger 472 meter över havet och antalet invånare är 173.
Terrängen runt El Encinal är kuperad åt nordost, men åt sydväst är den bergig. El Encinal ligger nere i en dal. Runt El Encinal är det glesbefolkat, med 8 invånare per kvadratkilometer. Närmaste större samhälle är San Miguel Quetzaltepec, 12,0 km väster om El Encinal. I omgivningarna runt El Encinal växer huvudsakligen savannskog.